# Journées des 28 et 29 juin 2011
Les journées des 29 et 30 juin 2011 de la révolution égyptienne de 2011 sont deux journées d’affrontements entre la police et des manifestants qui relancent le processus révolutionnaire, que le conseil suprême des forces armées appuyé sur les Frères musulmans tentait de canaliser.

## Contexte
Lors des dix-huit journées de janvier et février, la police a tiré sur les manifestants, faisant plusieurs centaines de morts selon un bilan officiel publié en avril. Plusieurs milliers de manifestants sont arrêtés par l’armée et sont jugés de façon expéditive, devant des tribunaux militaires et après avoir été torturés. Dix-sept manifestantes subissent des tests de virginité en plus de la torture, ce qui n’est reconnu par l’armée qu’au bout de plusieurs mois,.
Les procès des responsables du régime Moubarak sont, selon les mouvements révolutionnaires, trop lents. La levée de l’état d'urgence n’est toujours pas effective. L’armée a traîné des pieds pour mettre en examen Hosni Moubarak. Les audiences du procès du ministre de l’Intérieur de Moubarak, Habib el-Adli, se tiennent à huis clos et les reports se succèdent. Enfin, les policiers ayant exécuté les ordres de tirer sur la foule ne sont pas encore jugés, voire toujours libres. La tension monte donc continuellement entre l’armée et une partie du peuple qui veut que les objectifs de la révolution soient réalisés.

## Déroulement
Le 29 juin, une soirée d’hommage aux familles de victimes des dix-huit jours est organisée au théâtre du Ballon, du quartier de Dokki (ou Agouza), au Caire. Seules dix familles sont invitées. La police, accompagnée de baltaguias, filtre les accès. Quand des familles de victimes non-invitées (ou des personnes se présentant comme telles) tentent d’entrer, l’incident éclate. La police repousse violemment les familles de victimes, et des affrontements ont lieu. Les familles repoussées se déplacent alors devant le siège de la radio-télévision, où un sit-in a lieu contre le report du procès d’Habib el-Adli,. Les militants se joignent aux familles, et les soutiennent contre la police. Les affrontements. Ils se déplacent devant le ministère de l’Intérieur, puis place Tahrir.
Les manifestants comme les policiers se renforçant tout au long de la nuit, les affrontements durent jusqu’au lendemain dans la journée, malgré l’intervention des Frères musulmans qui demandent leur arrêt. La police utilise abondamment les lacrymogènes et des balles en caoutchouc. Selon le ministère de la Santé, ils font plus de 1114 blessés, dont 120 sont hospitalisés.
Dans la journée du 30 juin, la coalition des jeunes de la révolution, le mouvement du 6-Avril et d’autres groupes appellent à un sit-in permanent place Tahrir. Un autre sit-in a lieu à Alexandrie, et le bloc de la Jeunesse de Suez occupe la place Isaaf en solidarité. Celui du Caire est rejoint par les supporters du club de football Al Ahly : la coalition de forces du 25 janvier se remet donc en place.

## Conséquences
Dans les jours qui suivent, la tension continue d’augmenter :
- le 30 juin, le tribunal reporte le procès de Khaled Saïd en septembre[12] ;
- le 1er juillet, des manifestations ont lieu dans cinq gouvernorats, pour les procès rapides des responsables de morts de manifestants et la démission du nouveau ministre de l’Intérieur Mansour al-Essawi, à l’appel de la coalition des jeunes de la révolution du 25-Janvier, du mouvement du 6-Avril et de Mohamed El Baradei[13];
- un prédicateur menace d’une justice populaire, si la justice officielle ne joue pas son rôle[14] ;
- la tente dressée en permanence de manière symbolique sur la place Tahrir est détruite par des vendeurs ambulants (ou des baltaguias) le 3 juillet, et les affrontements font un mort[9] ;
- le 4 juillet, des émeutes ont lieu après la libération sous caution de 24 et de 27 policiers poursuivis pour avoir tiré sur des manifestants lors des journées de janvier-février[15]. À Suez, l’autoroute est coupée[16] et la police fait usage de tasers[17]. Un sit-in est établi place Arbin à Suez, qui compte 5 000 personnes le premier soir[2] ;
- le 6 juillet, un commissariat et un tribunal de Suez sont attaqués par des manifestants[3].

Les mouvements de la révolution appellent de nouvelles journées de manifestation, le « vendredi de la poursuite de la révolution » (8 juillet) et le vendredi du « dernier avertissement ». Les Frères musulmans s’y joignent après avoir hésité,, et elle rassemble plusieurs dizaines de milliers de personnes rien que sur la place Tahrir. La semaine qui suit, des milliers de personnes réoccupent la place Tahrir et des manifestations ont lieu de nuit au Caire, à Alexandrie et à Suez. Ces tensions, ce regain de violence et cette importante journée de manifestations signent que la révolution égyptienne est toujours en cours, à cause de la lenteur du Conseil suprême des forces armées dans le processus judiciaire post-révolutionnaire,.
Le 13 juillet, 587 généraux de police sont mis à la retraite ; les législatives pourraient être reportées et le vice-premier ministre Yahia El Gamal démissionne.